# Surco Intrabético
El surco Intrabético es un conjunto de depresiones geográficas localizadas al sur de la península ibérica, en los sistemas Béticos que separa la cordillera Penibética, al sur, de la cordillera Subbética, al norte. También conocido como depresión Intrabética, el surco Intrabético está formado por un conjunto de pequeñas depresiones discontinuas que se extienden longitudinalmente paralelas a la costa mediterránea del sur de la península ibérica. Estas cuencas que lo conforman comunican Andalucía Occidental con el levante peninsular y son, de oeste a este: la depresión de Ronda, la depresión de Antequera, la depresión de Granada, la hoya de Guadix, la hoya de Baza, la hoya de Huéscar y la hoya de Lorca.

## Geografía
Resulta inapropiado el nombre de depresión con la que se la denomina y es más correcto el de surco, ya que el término depresión alude a escasa altitud y nos encontramos ante una altiplanicie.
El surco Intrabético presenta una gran heterogeneidad: 
- la depresión de Ronda, que sería el comienzo del surco intrabético, está plenamente integrada en la cordillera Penibética;
- la depresión de Antequera está íntimamente relacionada con la depresión Bética, de la que no es más que un gran golfo de ese mar que separaba Sierra Morena de las cordilleras Béticas;
- la depresión de Granada es la que mejor responde a la situación intermedia entre el Penibético y el Subbético;
- finalmente las hoyas de Guadix, Baza y Huéscar quedan más relacionadas con el Subbético.

## Geología
Estas depresiones se diferencian de los conjuntos serranos que la limitan y de los espolones rocosos que la individualizan –formados por calizas que dan un paisaje seco y poco forestal– por estar formadas por una acumulación de materiales blandos como arcillas, limos y conglomerados, que han dado lugar a la formación de suelos profundos dedicados a la agricultura, donde el único factor limitador de esta actividad humana lo constituye el problema de la escasez de agua.
En cuanto a su formación, se puede remontar a finales del oligoceno y mioceno inferior; en el momento en el que las cordilleras Béticas en líneas generales ya están trazadas y ya se ha formado un surco de subsidencia que quedó rodeado por el mar. En épocas posteriores se produjeron la formación de algunas zonas elevadas y desapareció el surco de subsidencia de forma continuada, apareciendo una serie de depresiones individualizadas por la formación de espolones montañosos.

## Comunicaciones
A través del surco Intrabético discurre la autovía A-92 que comunica Sevilla con Almería pasando por Antequera, Granada y Guadix. Por su ramal A-92N transcurre por Cúllar y Baza hasta Puerto Lumbreras, donde llega hasta la A-7 que comunica con Murcia y el levante español.
También discurre por él la línea de ferrocarril Sevilla-Granada y la línea de alta velocidad de Antequera a Granada.